# Fondation allemande pour la protection des monuments
La Fondation allemande pour la protection des monuments (DSD) est une fondation allemande dont la mission est de préserver les monuments culturels et de promouvoir l'idée de protection des monuments. Il s'agit de la plus grande organisation privée de préservation des monuments en Allemagne. Elle milite pour la préservation des monuments architecturaux menacés, entreprend des sauvetages d'urgence de monuments menacés et mène chaque année la campagne nationale « Journée du patrimoine (de) ».
Depuis 2010, le DSD a son siège dans l'ancienne représentation de l'État bavarois (de) à Bonn. Un autre siège se trouve à la maison Nicolai (de) à Berlin. La devise de la fondation est Nous bâtissons sur la culture. La fondation est placée sous le patronage du président fédéral Frank-Walter Steinmeier.

## Histoire

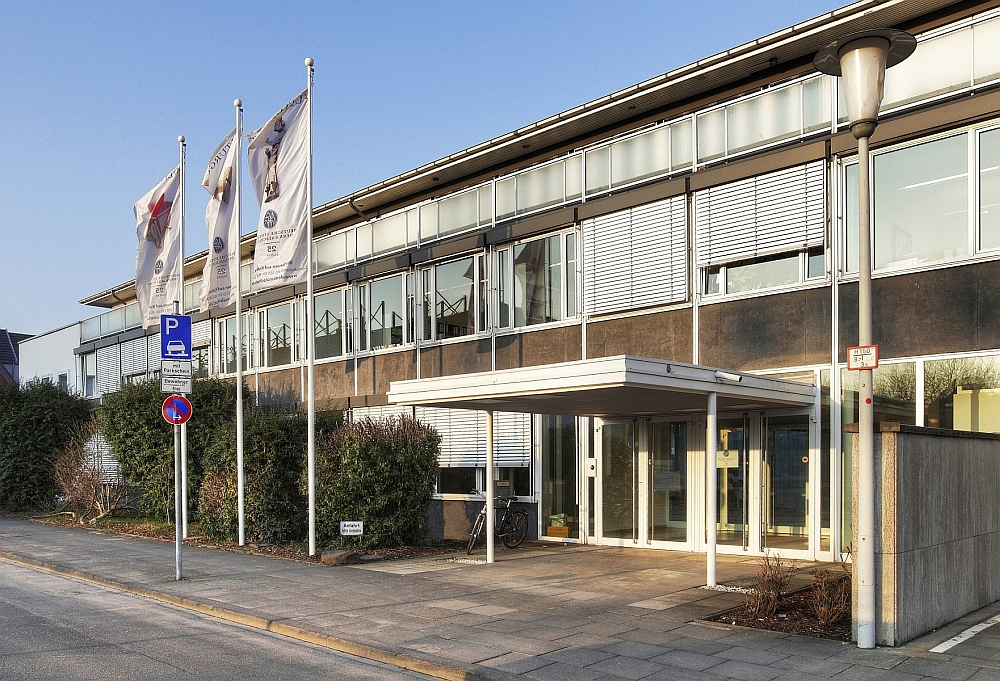
Bureau de la Fondation allemande pour la protection des monuments sur la Schlegelstrasse à Bonn

La Fondation allemande pour la protection des monuments est fondée en 1985 au château de Gracht près de Bonn sur le modèle du National Trust de Grande-Bretagne ; Depuis, elle est placée sous le patronage du président fédéral concerné. En raison du changement en RDA en 1989, la fondation encore jeune se trouve confrontée à une tâche majeure, car de nombreux bâtiments étaient menacés de délabrement, en particulier dans l'Est de la future république unifiée .
Le nombre de sponsors, particuliers et entreprises, dépasse les 200 000. La Fondation allemande pour la protection des monuments soutient la restauration de plus de 5 000 monuments dans le respect de la conservation. Au total, environ 500 millions d'euros sont mis à disposition pour financer des projets depuis sa création. Plus de 85 administrateurs locaux soutiennent les objectifs locaux de la fondation grâce à leur travail bénévole.
L'ancien président du conseil d'administration de la fondation, Gottfried Kiesow (de), qui est également membre du conseil d'administration de la Fondation allemande du patrimoine mondial (de), reçoit de nombreuses citoyennetés d'honneur et récompenses en reconnaissance de son engagement et du travail de la fondation dans la préservation du patrimoine historique. bâtiments.
Gottfried Kiesow, fondateur du DSD et président du conseil d'administration de 1994 à 2010, est président du conseil d'administration de la fondation jusqu'à sa mort en 2011, succédant à Bernhard Servatius (de). De début 2011 à 2014, Rosemarie Wilcken est présidente du conseil d'administration, avant de rejoindre le conseil d'administration
Le 17 avril 2010, le DSD célèbre son 25e anniversaire. C'est l'occasion, entre autres, de faire une rétrospective, un bilan et un état des lieux. La DSD publie une brochure à l'occasion de cet anniversaire

## Comités
Les comités de la Fondation allemande pour la protection des monuments sont le comité directeur, le comité de la fondation, le comité d'administration et la commission scientifique.
Les activités courantes de la fondation sont régies par le comité directeur, qui est responsable devant le comité de la fondation. Le comité directeur est composé de Steffen Skudelny et Lutz Heitmüller. Après coordination avec le comité directeur, un comité de fondation détermine la stratégie de la fondation, surveille et conseille le comité directeur. Jörg Haspel (de) est président du comité de fondation et Frank Annuscheit en est le vice-président
Andreas de Maizière (de) est président du comitéd'administration et Gerd Weiß est président de la commission scientifique

## Objectif
En tant que plus grand mouvement citoyen pour la protection des monuments historiques en Allemagne, la fondation poursuit deux objectifs : D'une part, promouvoir la conservation et la restauration de monuments culturels importants en Allemagne. D'autre part, attirer l'attention des gens sur la nécessité d'entretenir les monuments historiques et les inciter à apporter une aide active.

### Préservation des monuments culturels
Les projets financés sont reconnus comme monuments et méritent manifestement d'être restaurés. La commission scientifique honoraire de la fondation décide de l'attribution des fonds, les critères étant un financement insuffisant provenant de fonds publics ou un financement public supplémentaire rendu possible par le financement de la fondation. Chaque année, environ 450 projets de rénovation sont financés dans tout le pays ; au total, la fondation a jusqu'à présent pu financer environ 5 000 monuments. L'aide profite à des hôtels particuliers, des églises et des châteaux ainsi qu'à des bâtiments techniques, des sites archéologiques, des jardins et des parcs.

### Relations publiques pour la protection des monuments

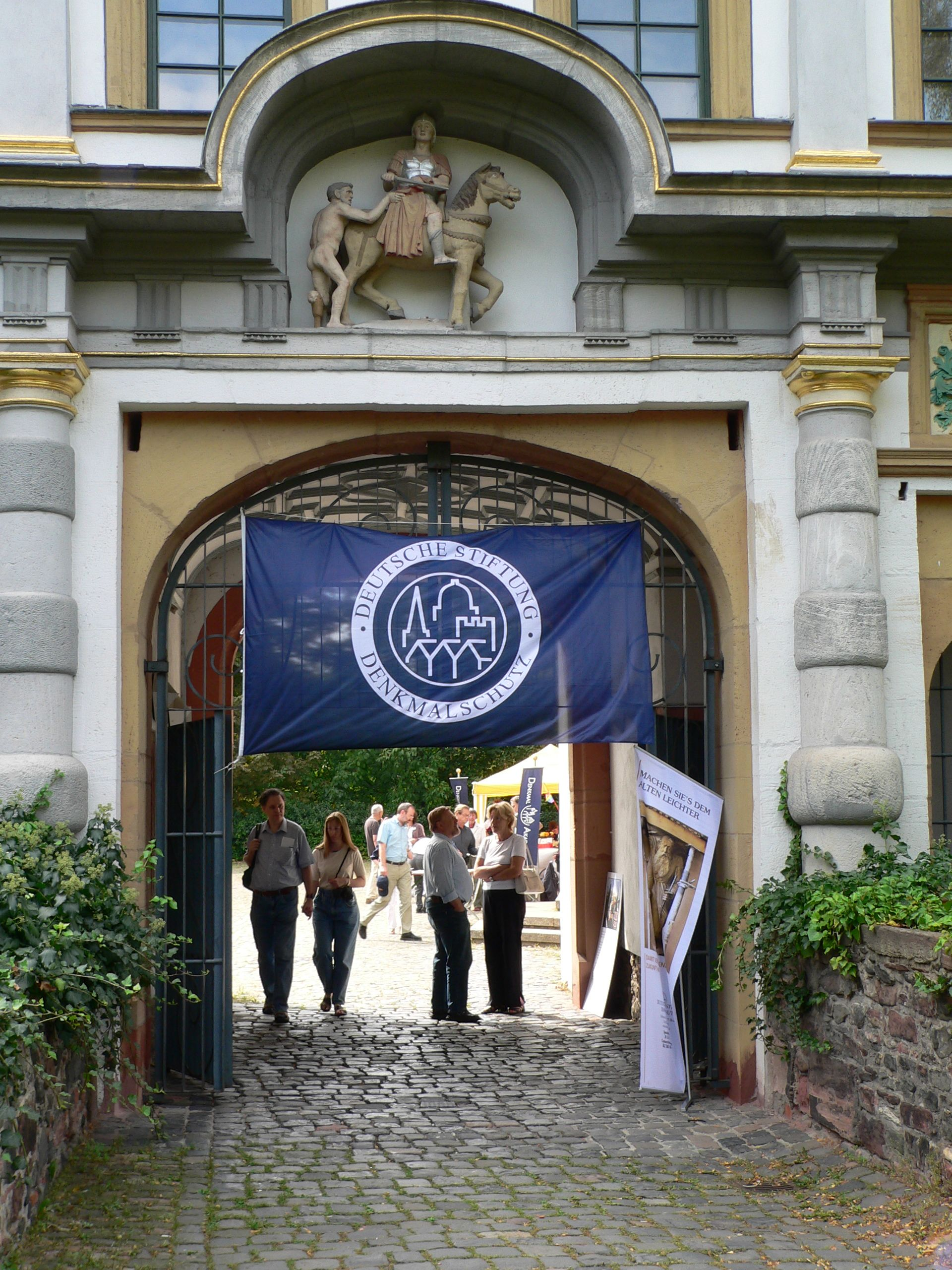
Journée portes ouvertes des monuments 2006 au château de Höchst

Grâce à un travail de relations publiques ciblé et à travers le magazine qu'elle publie, MONUMENTE – Magazin für Denkmalkultur (de) (6 numéros par an, tirage : 173 650 exemplaires), la fondation s'efforce d'attirer davantage l'attention de la population sur le thème de la protection des monuments. À cette fin, la Journée du patrimoine (de) est organisée chaque année dans tout le pays le deuxième week-end de septembre. La fondation publie le magazine en ligne Monumente Online depuis début 2005. La maison d'édition de la fondation (Monumente Publikationen) contribue au développement et au maintien de la communauté des mécènes en publiant des livres, des jeux, des calendriers et des cartes postales sur le thème des monuments.
Depuis 1990, il existe également une série de concerts caritatifs Grundton D, que Deutschlandfunk organise en collaboration avec la Fondation allemande pour la protection des monuments. Les concerts de haut niveau ont lieu dans des monuments qui ont besoin d'aide et les bénéfices des concerts sont directement consacrés aux mesures de rénovation sur place.

### Écoles

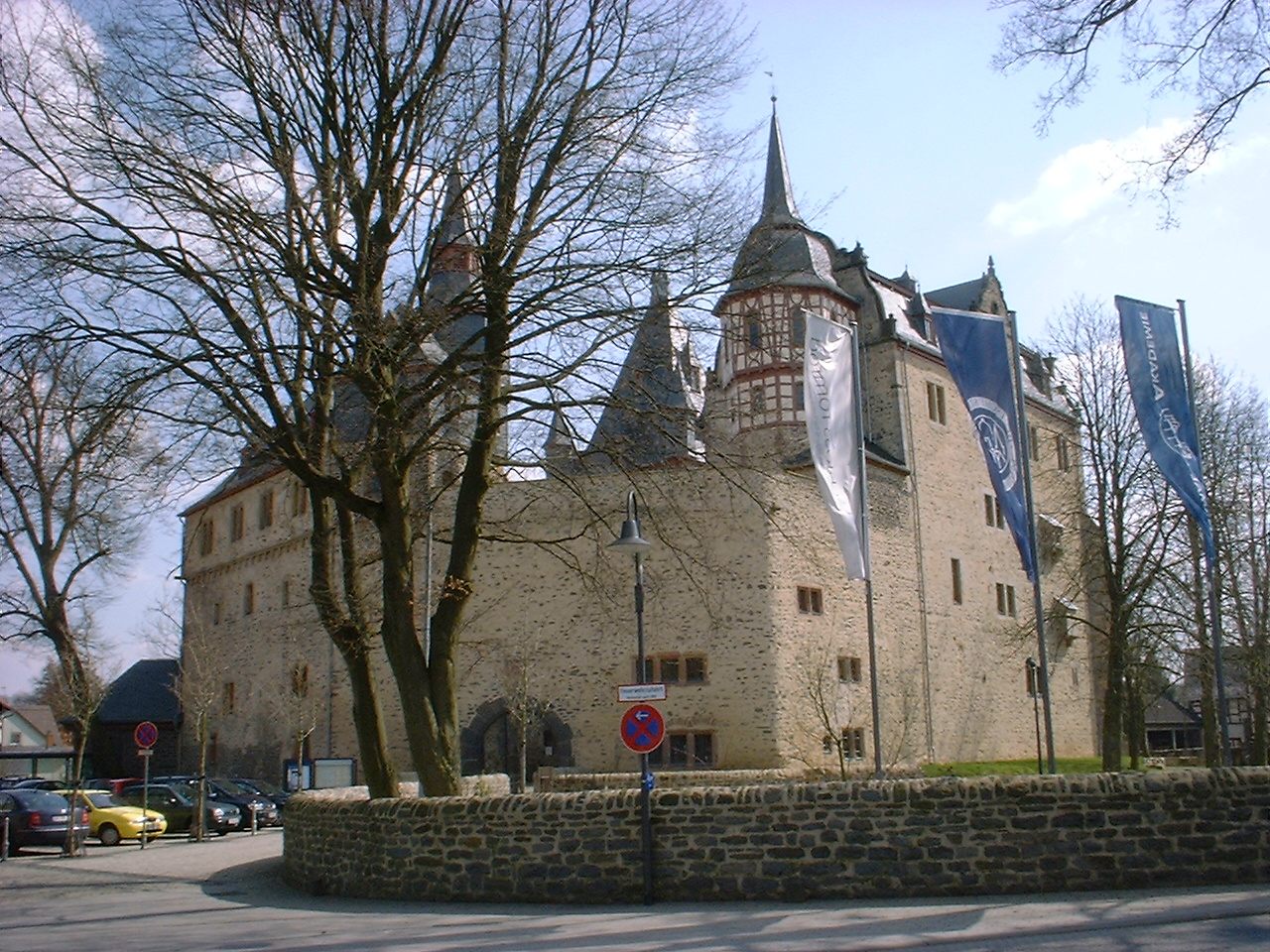
du (2006)

En 2002, la Fondation allemande pour la protection des monuments lance le programme scolaire denkmal aktiv – Kulturerbe macht Schule, qui est sous le patronage de la Commission allemande de l'UNESCO (de). L'initiative de financement s'adresse aux écoles générales et professionnelles des niveaux secondaire I et II et aux écoles primaires de 5e et 6e années, ainsi qu'aux établissements de formation des enseignants et de formation continue. Les écoles qui participent au denkmal aktiv reçoivent un soutien technique et de coordination ainsi qu'un soutien financier de la fondation et de ses partenaires. Les étudiants s'intéressent de manière intensive à un monument culturel dans leur propre environnement et présentent les résultats dans les médias.

## Administrateurs locaux
Les plus de 85 administrateurs locaux de la Fondation allemande pour la protection des monuments organisent dans tout le pays des expositions, des conférences, des visites guidées et des concerts, fournissent des informations sur le travail de la fondation et soutiennent les monuments par des événements caritatifs. Les plus de 500 membres bénévoles des administrateurs locaux apportent une contribution significative aux activités de fondation de la Fondation allemande pour la protection des monuments à l'échelle nationale.

## Projets de financement
La fondation soutient jusqu'à 500 projets par an avec environ 20 millions d'euros, rendus possibles par les dons de plus de 200 000 sponsors. Au total, la Fondation allemande pour la protection des monuments a jusqu'à présent pu soutenir environ 5 800 monuments dans toute l'Allemagne avec plus d'un demi-milliard d'euros.
En plus de ces projets de financement prévus, la fondation fournit également une aide d'urgence rapide et non bureaucratique aux monuments qui sont en grave danger, comme dans le cas d'inondations ou d'incendies récents.

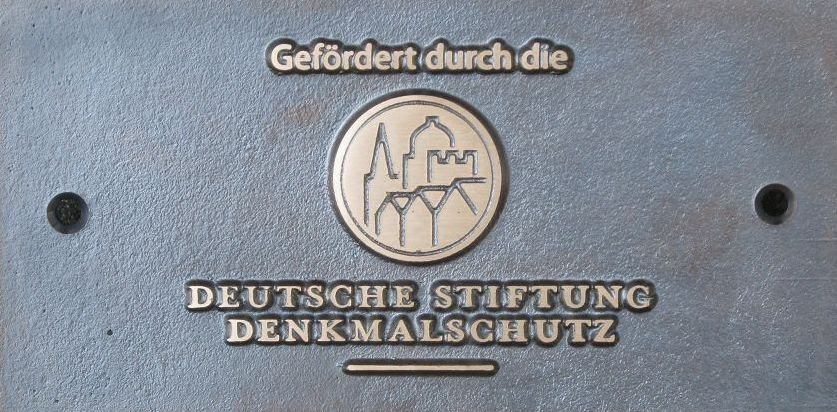
Plaque sur les projets de financement

Entre autres, les monuments suivants sont soutenus au cours des 35 dernières années :
- Cathédrale d'Ulm, Ulm, Bade-Wurtemberg
- Posseltslust (de), Heidelberg, Bade-Wurtemberg
- Pont de pierre, Ratisbonne, Bavière
- Pont de Glienicke, Potsdam, Brandebourg
- Église du Souvenir de l'Empereur Guillaume, Berlin
- Navire-école Allemagne, Brême
- Église Saint-Michel de Hambourg, Hambourg
- Sprudelhof (de), Bad Nauheim, Hesse
- Château de Schwerin, Schwerin, Mecklembourg-Poméranie-Occidentale
- Phare de Roter Sand, Deutsche Bucht, Basse-Saxe
- Cathédrale d'Aix-la-Chapelle, Aix-la-Chapelle, Rhénanie-du-Nord-Westphalie
- Château d'Eltz, Wierschem, Rhénanie-Palatinat
- Usine sidérurgique de Völklingen, Völklingen, Sarre
- Église Notre-Dame de Dresde, Dresde, Saxe
- Église Saint-Luc (de), Planitz, Saxe
- Maisons de maître de Dessau (de), Dessau-Roßlau, Saxe-Anhalt
- Holstentor, Lübeck, Schleswig-Holstein
- Château de la Wartbourg, Eisenach, Thuringe

## Prix et récompenses
- Le 10 septembre 2006, lors de la Journée portes ouvertes des monuments 2006, la Fondation allemande pour la protection des monuments est choisie comme « Lieu du jour » dans le cadre de la campagne « 365 lieux au pays des idées » de l'initiative Allemagne – Terre des idées (de).
- Depuis 2015, l'Institut central allemand pour les questions sociales (DZI) décerne à la Fondation allemande pour la protection des monuments son label de qualité pour le traitement sérieux des dons[13].
- En mai 2019, la fondation reçoit le certificat de don du Conseil allemand des dons (de)[14]
- En 2022 l’exposition itinérante « Amour ou fardeau ? ! Monument Construction Site » de la Fondation allemande pour la protection des monuments reçoit le Red Dot Design Award dans la catégorie « Communication Design »[15]
- En 2023, la DSD est reconnu comme « employeur du futur » par l'Institut allemand d'innovation pour le développement durable et la numérisation (DIND)[16],[17]
- En 2023 l’exposition itinérante « Amour ou fardeau ? ! Monument Construction Site » de la Fondation allemande pour la protection des monuments reçoit le German Design Award (de) Special dans la catégorie : Excellent Architecture – Fair and Exhibition [18]

## Collaborations
Depuis juin 1992, ZDF présente la série Bürger, rettet Eure Städte en collaboration avec la Fondation allemande pour la protection des monuments. Des monuments historiques et des ensembles urbains menacés de délabrement sont régulièrement présentés à bref délai,
Depuis 1990, la Deutschlandfunk (DLF) organise la série de concerts caritatifs Grundton D en collaboration avec la Fondation allemande pour la protection des monuments. Les événements musicaux ont lieu dans des monuments architecturaux menacés dans les États de l'Est et les bénéfices sont reversés à la préservation des lieux respectifs

## Publications
- Monumente (de). Magazin für Denkmalkultur in Deutschland. Bonn depuis 1991,  (ISSN 0941-7125).
- ReiseZeiten. Streifzüge durch die deutsche Kulturlandschaft. Bonn 1996,  (ISBN 3-9804890-2-7).
- Kurioses aus der Denkmallandschaft. 2 Bände. Bonn 1998–2006, (de) « Publications de et sur Fondation allemande pour la protection des monuments », dans le catalogue en ligne de la Bibliothèque nationale allemande (DNB)..
- Kulturgeschichte sehen lernen. 5 Bände. Bonn 2000–2011,  (ISBN 978-3-86795-052-7).
- Backsteingotik. Bonn 2000,  (ISBN 3-935208-00-6).
- Barock in Sachsen. Bonn 2000,  (ISBN 3-935208-01-4).
- Kulturerbe bewahren. Förderprojekte der Deutschen Stiftung Denkmalschutz. 3 Volumes. Bonn 2001–2004, (de) « Publications de et sur Fondation allemande pour la protection des monuments », dans le catalogue en ligne de la Bibliothèque nationale allemande (DNB)..
- Romanik in Sachsen-Anhalt. Bonn 2001,  (ISBN 978-3-935208-05-5).
- Das Palais Salfeldt. Ein bürgerliches Barockpalais in Quedlinburg. Bonn, 2001,  (ISBN 978-3-935208-06-2).
- Denkmal aktiv – Kulturerbe macht Schule. Arbeitsblätter für den Unterricht . Bonn, 2002, (de) « Publications de et sur Fondation allemande pour la protection des monuments », dans le catalogue en ligne de la Bibliothèque nationale allemande (DNB)..
- Schloß Stolberg im Harz. Bonn, 2003,  (ISBN 978-3-936942-43-9).
- Wismar und Stralsund. Welterbe. Bonn, 2004,  (ISBN 978-3-936942-55-2).
- Quedlinburg. Welterbe. Bonn, 2004,  (ISBN 978-3-936942-45-3).
- Friedrich der Große. König zwischen Pflicht und Neigung. (= Begleitband zur gleichnamigen Ausstellung vom 12. Juni bis 5. September 2004 in Bad Pyrmont). Bonn, 2004,  (ISBN 978-3-936942-48-4).
- ZeitSchichten. Erkennen und erhalten – Denkmalpflege in Deutschland. 100 Jahre Handbuch der deutschen Kunstdenkmäler von Georg Dehio.  (= Begleitband zur gleichnamigen Ausstellung vom 30. Juli bis 13. November 2005 im Residenzschloss Dresden), Deutscher Kunstverlag, Bonn 2005,  (ISBN 978-3-422-06497-3).
- Weimar. Welterbe. Bonn, 2006,  (ISBN 978-3-936942-65-1).
- Oberes Mittelrheintal. Welterbe. Bonn, 2006,  (ISBN 978-3-936942-76-7).
- Sternstunden – Kulturgeschichte(n) zur Weihnachtszeit. Bonn, 2006,  (ISBN 978-3-936942-78-1).
- Trier. Welterbe. Bonn, 2007,  (ISBN 978-3-936942-82-8).
- Backsteinbaukunst. Zur Denkmalkultur des Ostseeraums. 7 Volumes. Bonn, depuis 2007, (de) « Publications de et sur Fondation allemande pour la protection des monuments », dans le catalogue en ligne de la Bibliothèque nationale allemande (DNB)..
- Frankfurt am Main. Bonn, 2009,  (ISBN 978-3-86795-009-1).
- Denkmal kulinarisch. Regionale Familienrezepte und Orte des Genusses. Bonn, 2009, (de) « Publications de et sur Fondation allemande pour la protection des monuments », dans le catalogue en ligne de la Bibliothèque nationale allemande (DNB)..
- Architekturführer Ostfriesland. Handbuch für Kulturreisende. Bonn, 2010,  (ISBN 978-3-86795-021-3).
- Kirchen im Dorf lassen. Erhaltung und Nutzung von Kirchen im ländlichen Raum. (= Konferenzband der Werkstatt-Tagung vom 7. bis 8. April 2011 in Marburg). Bonn, 2011, (de) « Publications de et sur Fondation allemande pour la protection des monuments », dans le catalogue en ligne de la Bibliothèque nationale allemande (DNB)..
- Kirche leer – was dann? Neue Nutzungskonzepte für alte Kirchen. (= Konferenzband der Tagung vom 2. bis 4. April 2009 in Mühlhausen). Imhof, Petersberg, 2011,  (ISBN 978-3-86568-684-8).
- Der Rheingau. Bonn, 2011,  (ISBN 978-3-86795-035-0).
- Mainz. Bonn, 2012,  (ISBN 978-3-86795-056-5).
- Görlitz. Auferstehung eines Denkmals. Bonn, 2015,  (ISBN 978-3-86795-097-8).
- Streifzüge durch Ostfriesland. Mit Jeverland und Wilhelmshaven. Bonn, 2016,  (ISBN 978-3-86795-106-7).
- Streifzüge durch das Land Luthers. Sachsen, Sachsen-Anhalt und Thüringen. Bonn, 2016,  (ISBN 978-3-86795-123-4).
- Romanik in Sachsen-Anhalt. Bonn, 2016,  (ISBN 978-3-86795-127-2).
- Wege zur Weihnacht. Entdeckungen in Deutschlands Denkmalen. Bonn, 2016,  (ISBN 978-3-86795-124-1).
- Zu Gast im Denkmal. Historische Bauwerke bitten zu Tisch. Bonn, 2017,  (ISBN 978-3-86795-134-0).
- Kulturgeschichte sehen und erkennen. Bonn, 2017,  (ISBN 978-3-86795-133-3).
- Meine Via Regia und meine auch. Bonn, 2018,  (ISBN 978-3-86795-131-9).
- Streifzüge zum Bauhaus und zur Architektur der 1920er Jahre. Bonn, 2019,  (ISBN 978-3-86795-150-0).
- Streifzüge durch das Land Fontanes zu Kirchen in der Mark Brandenburg. Bonn, 2019,  (ISBN 978-3-86795-153-1).
- Bonn – das Bundesviertel. Vom Weißen Haus am Rhein zu Bonns Neuer Mitte. Bonn, 2020,  (ISBN 978-3-86795-157-9).
- Als der Mond noch „August“ hiess. (5e édition), Bonn, 2020,  (ISBN 978-3-86795-158-6).
- Backsteinbaukunst. (Volume 1–7), Bonn, 2021,  (ISBN 978-3-86795-170-8).
- Im Museumsgarten: Künstleridylle in Pavillon und Gartenhaus. Bonn, 2022,  (ISBN 978-3-86795-177-7).